# 화석연료의 단계적 폐지

투자: 기업, 정부 및 가구는 탈탄소화, 재생 가능 에너지, 전기차량 및 관련 인프라, 에너지 저장, 에너지 효율적인 난방 시스템, 탄소 포집 및 저장, 수소경제 등을 포함한 분야에 대한 투자를 늘려 왔다.

화석연료의 단계적 폐지는 대기 오염을 줄이고, 기후 변화를 제한하며, 에너지 독립을 강화하기 위해 화석연료의 사용과 생산을 점진적으로 0으로 줄이는 전 세계적인 제안이다. 이는 현재 진행 중인 재생 가능한 에너지 전환의 일부이다.
많은 나라들이 석탄 화력 발전소를 폐쇄하고 있으며, 화석연료 발전량은 정점을 찍은 것으로 생각된다. 그러나 석탄 단계적 폐지가 기후 목표를 달성하기에 충분히 빠르게 진행되지 않고 있다. 많은 나라들이 휘발유 및 디젤 자동차와 트럭 판매를 중단할 날짜를 정했지만, 천연가스 연소를 중단할 일정은 아직 합의되지 않았다.
화석연료의 단계적 폐지를 위한 현재의 노력은 운송 및 난방과 같은 부문에서 화석연료를 지속 가능한 에너지원으로 대체하는 것을 포함한다. 화석연료의 대안으로는 전철화, 그린 수소 및 바이오 연료가 있다. 단계적 폐지 정책은 수요 측면 및 공급 측면 조치를 모두 포함한다. 수요 측면 접근 방식은 화석연료 소비를 줄이는 것을 목표로 하는 반면, 공급 측면 이니셔티브는 에너지 전환 속도를 가속화하고 배출량을 줄이기 위해 생산을 제한하는 것을 목표로 한다. 화석연료 회사가 배출하는 탄소량만큼의 탄소를 매립하도록 법을 제정해야 한다는 제안이 있었다. 국제 에너지 기구는 금세기 중반까지 탄소 중립을 달성하기 위해서는 2030년까지 재생 가능 에너지에 대한 전 세계 투자를 연간 4조 달러 이상으로 3배 늘려야 한다고 추정한다.
2024년 현재 화석연료의 전 세계 사용량은 1965년 이전부터 지속된 추세로 증가하고 있다.

## 범위
틀:기후변화 완화
순환 경제와 바이오 기반 경제(예: 바이오 플라스틱)가 플라스틱 오염을 줄이기 위해 개발됨에 따라 원유와 천연가스도 화학 공정(예: 플라스틱의 새로운 구성 요소 생산)에서 단계적으로 폐지되고 있지만, 화석연료의 단계적 폐지는 특히 화석연료 연소와 그에 따른 온실 가스 생산을 중단하는 것을 목표로 한다. 따라서 플라스틱 산업에서 석유 및 가스 사용을 줄이려는 시도는 화석연료의 단계적 폐지 또는 감축 계획의 일부를 구성하지 않는다.

## 화석연료의 종류

### 석탄
지구 온난화를 2 °C (3.6 °F) 미만으로 유지하려는 파리 협정의 목표를 달성하기 위해서는 2020년부터 2030년까지 석탄 사용량을 절반으로 줄여야 한다. 그러나 2017년 기준, 석탄은 전 세계 일차 에너지의 4분의 1 이상을 공급했고 화석연료에서 발생하는 온실 기체 배출량의 약 40%를 차지한다. 석탄을 단계적으로 폐지하면 비용보다 단기적인 건강 및 환경적 이점이 더 크며, 이를 없애지 않으면 파리 협정의 2°C 목표를 달성할 수 없다. 그러나 일부 국가들은 여전히 석탄을 선호하며, 얼마나 빨리 단계적으로 폐지해야 하는지에 대해 많은 의견 불일치가 있다.
2018년 기준, 30개국과 많은 지방 정부 및 기업들이 탈석탄 연합의 회원국이 되었으며, 각국은 무해 석탄 발전(CCS(탄소 포집 및 저장)를 의미하지만, CCS가 너무 비싸서 거의 모든 발전소는 무해하다)에서 전환을 추진하겠다고 선언했다. 그러나 2019년 기준에는 가장 많은 석탄을 사용하는 국가들은 가입하지 않았으며, 일부 국가들은 계속해서 새로운 석탄 화력 발전소를 건설하고 자금을 지원하고 있다. 석탄으로부터의 정의로운 전환은 유럽 부흥 개발 은행의 지원을 받는다.
2019년 유엔 사무총장은 국가들이 2020년부터 새로운 석탄 발전소 건설을 중단하지 않으면 '총체적 재앙'에 직면할 것이라고 말했다.
2020년, 중국은 일부 발전소를 건설했지만, 전 세계적으로는 건설된 석탄 발전량보다 폐기된 석탄 발전량이 더 많았다. 유엔 사무총장은 경제협력개발기구 국가들은 2030년까지, 나머지 세계는 2040년까지 석탄 발전을 중단해야 한다고 말했다.

### 석유

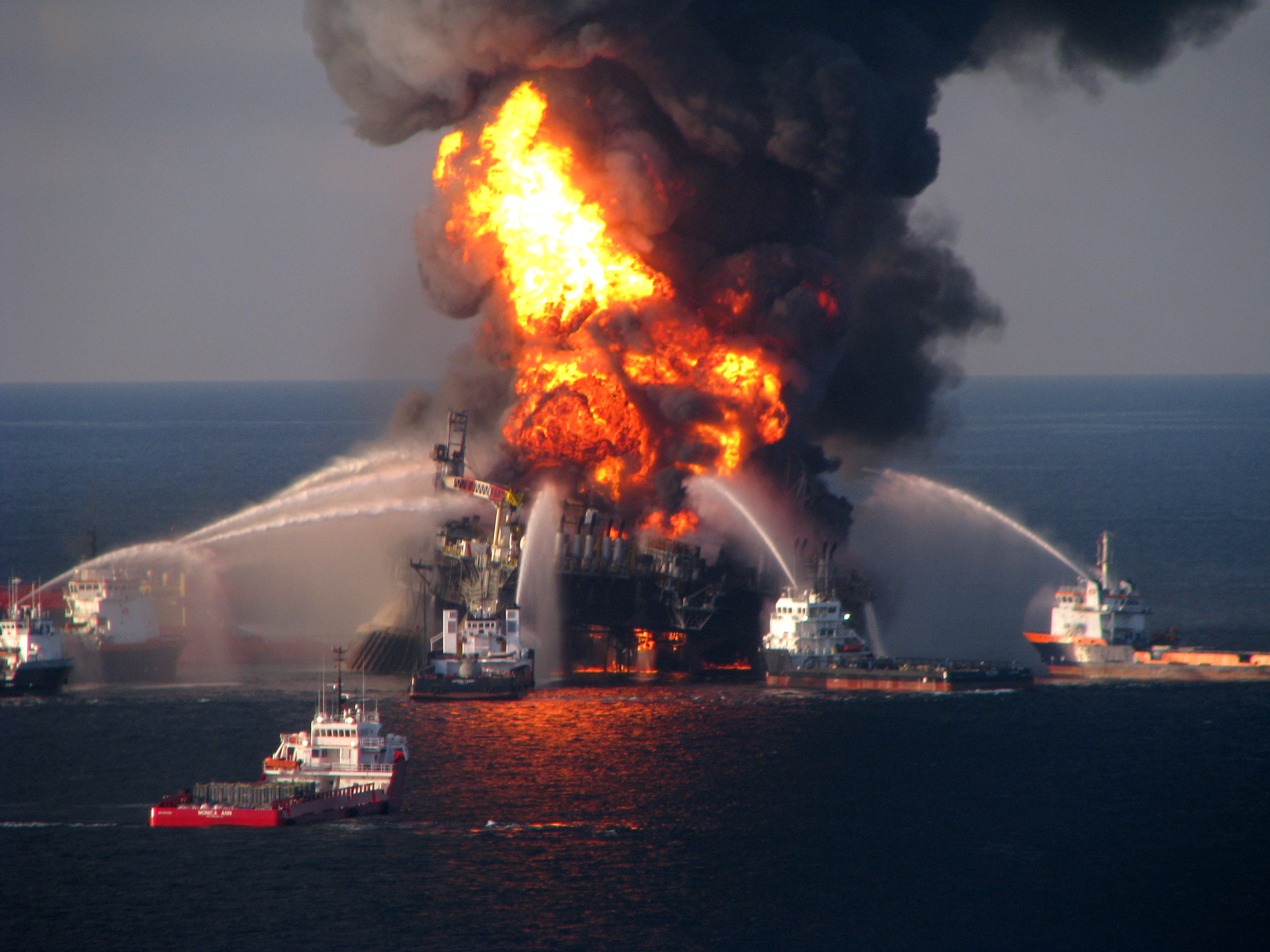
2010년 딥워터 허라이즌 기름 유출 사고에서 의 기름이 유출되었다.

원유는 연료유, 경유 및 휘발유로 정제된다. 정제된 제품은 주로 일반 자동차, 트럭, 기차, 비행기 및 선박을 통한 운송용이다. 인기 있는 대안으로는 인력 운송, 대중교통, 전기차량, 바이오 연료가 있다. IISD는 석유 및 가스 단계적 폐지 계획을 제안했지만, OPEC는 이를 환상이라고 불렀다.

### 천연가스

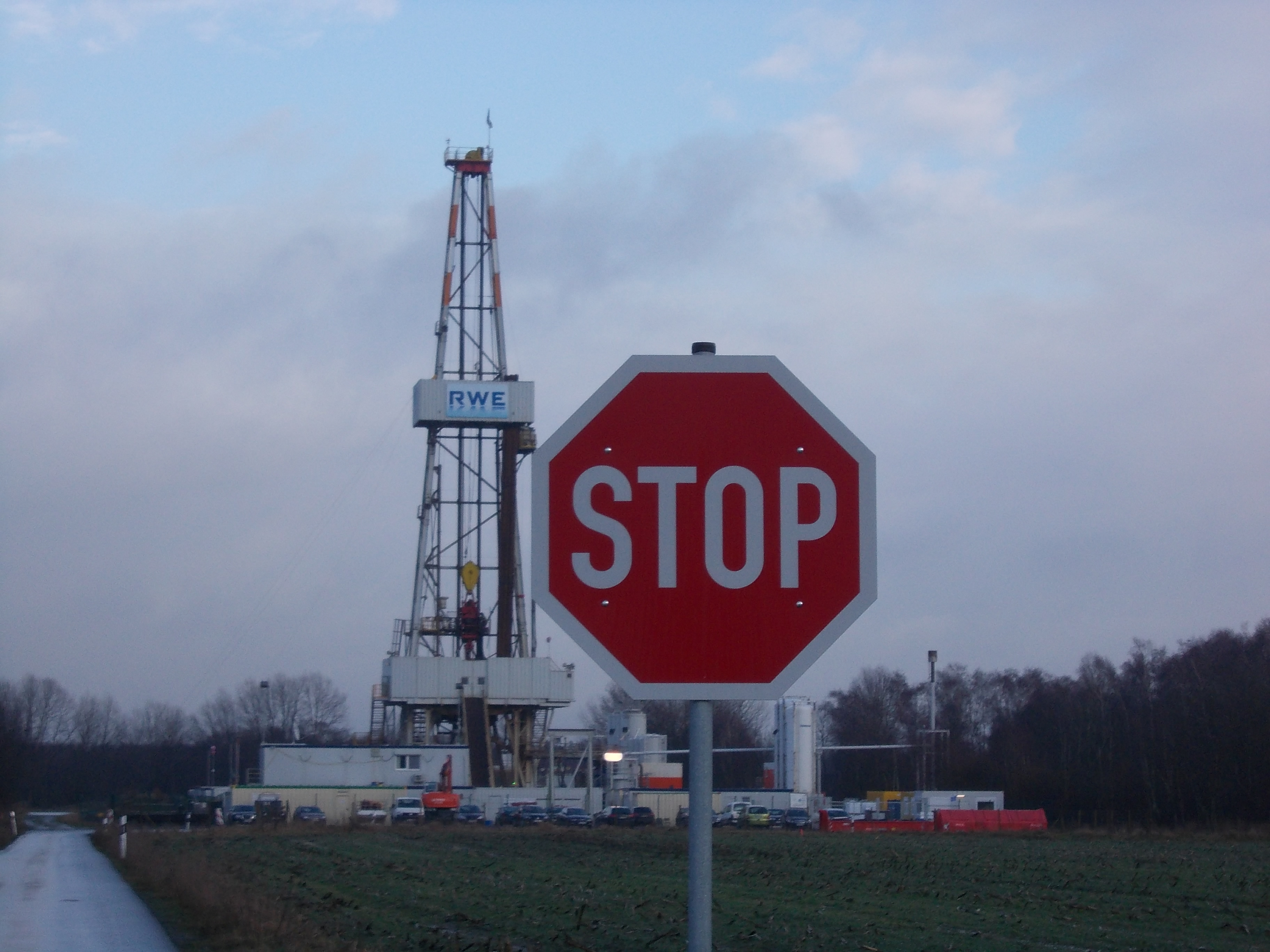
독일의 천연가스정

천연가스는 전력 생산에 널리 사용되며 약 500g/kWh의 배출 집약도를 가진다. 난방 또한 이산화 탄소 배출의 주요 원인이다. 누출은 또한 대기 메테인의 주요 원인이다.
일부 국가에서는 천연가스가 석탄을 대체하기 위한 임시 "교량 연료"로 사용되고 있으며, 이는 다시 재생 에너지원 또는 수소경제로 대체될 예정이다. 그러나 이 "교량 연료"는 화석연료 사용을 상당히 연장하거나 2020년대에 건설된 가스 화력 발전소와 같은 좌초자산을 발생시킬 수 있는데, 이는 평균 발전소 수명이 35년이기 때문이다. 천연가스 자산이 석유 및 석탄 자산보다 늦게, 어쩌면 2050년까지는 좌초되지 않을 가능성이 높지만, 일부 투자자들은 평판 위험을 우려한다.
천연가스 단계적 폐지는 일부 지역에서 진행되어 왔다. 예를 들어 유럽 가스 운송 시스템 운영자 네트워크(ENTSOG)의 수소 사용 증가와 가스 난방 사용을 줄이기 위한 건축 규정 변경 등이 있다. 주거용 소비자들이 전기로 전환함에 따라 가스망 운영 및 유지보수 자금 조달이 어려워질 수 있다.

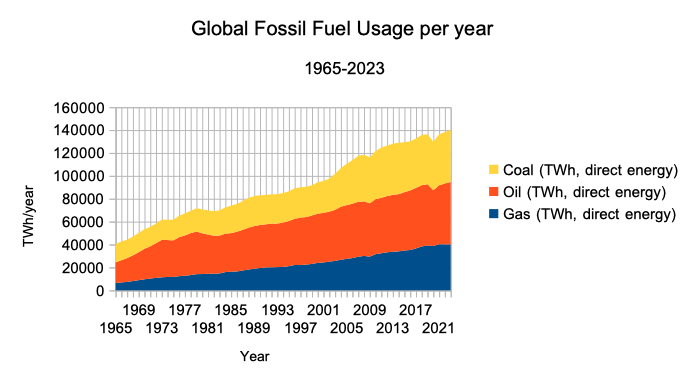
전 세계 화석연료 에너지 사용량 1965-2023

## 이유
화석연료를 단계적으로 폐지하는 데 흔히 인용되는 이유는 다음과 같다.
- 대기 오염으로 인한 사망 및 질병 감소
- 기후 변화 제한
- 화석연료 보조금 감소[42][43]
- 에너지 독립 강화 – 화석연료 매장량이 적거나 없는 국가들은 에너지 자립을 위해 화석연료에서 벗어나 전환하는 경우가 많다.

### 건강
수백만 명의 대기 오염으로 인한 조기 사망 중 대부분은 화석연료 때문인 것으로 나타났다. 오염은 난방 및 요리로 인한 실내 오염이거나, 차량 배기가스로 인한 실외 오염일 수 있다. 한 추정치에 따르면, 그 비율은 65%이고 연간 사망자 수는 350만 명이다. 런던 위생 및 열대 의학 대학원의 앤디 헤인스 경 교수에 따르면, 화석연료를 단계적으로 폐지함으로써 얻는 건강상의 이점(각국의 생명 가치를 사용하여 경제학자들이 추정한 금액)은 파리 협정의 2°C 목표를 달성하는 비용보다 훨씬 많다.

### 기후변화 완화
화석연료의 단계적 폐지는 지구 온난화 제한의 가장 큰 부분인데, 화석연료가 온실 기체 배출량의 70% 이상을 차지하기 때문이다. 2020년, 국제 에너지 기구는 파리 협정의 목표를 달성하기 위해 화석연료의 단계적 폐지가 "네 배 더 빠르게 진행될" 필요가 있다고 말했다. 산업화 이전 수준보다 1.5°C로 지구 온난화를 제한하는 목표를 달성하려면, 2021년 현재 국가 및 기업이 소유한 화석연료 매장량의 대부분은 땅속에 그대로 남아 있어야 한다.

### 고용
재생 가능 에너지 전환은 새로운 발전소 건설과 필요한 장비 제조를 통해 일자리를 창출할 수 있으며, 이는 독일과 풍력 산업의 경우에서 볼 수 있었다.

### 에너지 독립

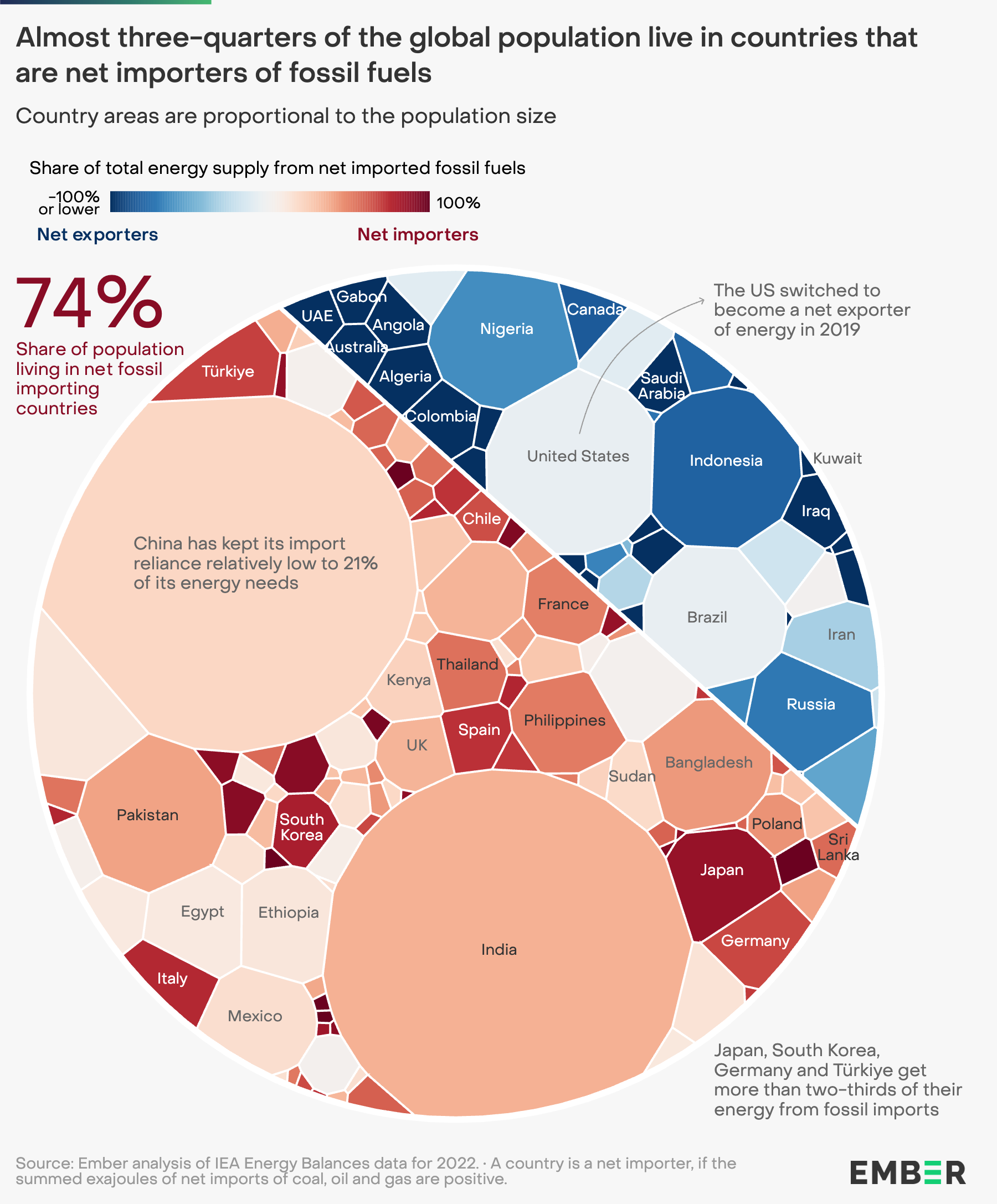
전 세계 인구의 거의 4분의 3이 순 화석연료 수입국에 거주한다.

화석연료 매장량, 특히 석탄뿐만 아니라 석유와 천연가스 매장량이 부족한 국가들은 종종 화석연료에서 벗어나 전환하는 이유로 에너지 독립을 든다.
스위스에서는 두 차례의 세계 대전(스위스는 중립국이었다) 동안 석탄 수입이 점점 더 어려워지자 거의 전체 철도 네트워크를 전철화하기로 결정했다. 스위스는 수력 발전 자원이 풍부하므로 (증기 기관차나 디젤로 구동되는 기차와 달리) 전기 기차를 국내 에너지 자원으로 운행할 수 있어 석탄 수입의 필요성을 줄였다.
1973년 석유 파동 또한 많은 지역에서 화석연료 수입에 대한 (더) 독립성을 얻기 위해 에너지 정책의 변화를 가져왔다. 프랑스 정부는 1980년대 말까지 프랑스의 전력 부문을 석탄 가스 및 석유에서 거의 전적으로 원자력으로 전환시키는 야심찬 계획을 발표했다.
네덜란드와 덴마크에서 자전거 타기를 장려하는 추세도 1973년 석유 파동과 일치하며, 부분적으로는 운송 부문의 석유 수입 필요성을 줄이는 것을 목표로 했다.

## 화석연료 보조금의 단계적 폐지
상당한 화석연료 보조금이 많은 국가에 존재한다. 2019년 소비에 대한 화석연료 보조금은 전 세계적으로 총 3,200억 미국 달러에 달했다. 2019년 기준, 정부는 연간 약 5천억 달러의 화석연료에 보조금을 지급한다. 그러나 국제 통화 기금은 온실 가스 배출량 가격 책정 실패를 포함하는 비전통적인 보조금 정의를 사용하여 2017년 화석연료 보조금이 5조 2천억 달러, 즉 전 세계 GDP의 6.4%에 달했다고 추정했다. 일부 화석연료 회사들은 정부에 로비한다.
화석연료 보조금을 단계적으로 폐지하는 것은 기후위기를 해결하는 데 매우 중요하다. 그러나 시위와 빈곤층을 더욱 가난하게 만드는 것을 피하기 위해 신중하게 이루어져야 한다. 그러나 대부분의 경우, 낮은 화석연료 가격은 빈곤층 가구보다 부유층 가구에 더 많은 이점을 준다. 따라서 빈곤하고 취약한 사람들을 돕기 위해서는 화석연료 보조금보다 다른 조치가 더 효과적일 것이다. 이는 보조금 개혁에 대한 대중의 지지를 높일 수 있다.
경제 이론에 따르면 최적의 정책은 석탄 채굴 및 연소 보조금을 없애고 최적의 세금으로 대체하는 것이다. 전 세계 연구는 세금을 도입하지 않더라도 부문별 보조금 및 무역 장벽 제거가 효율성을 향상시키고 환경 피해를 줄일 것임을 보여준다. 이러한 보조금을 제거하면 온실 기체 배출량이 크게 감소하고 재생 에너지 분야에서 일자리가 창출될 것이다. 국제 통화 기금은 2023년에 화석연료 보조금을 제거하면 지구 온난화를 파리 목표인 2°C 미만으로 제한할 수 있다고 추정했다.
화석연료 보조금 제거의 실제 효과는 제거되는 보조금의 종류와 다른 에너지원의 가용성 및 경제성에 크게 좌우된다. 또한 에너지 집약적 산업에 대한 보조금 제거가 규제가 덜한 다른 국가로 생산을 이동시켜 전 세계 배출량을 순증가시키는 결과를 초래할 수 있는 탄소 누출 문제도 있다.
선진국에서는 에너지 비용이 낮고 크게 보조를 받지만, 개발도상국에서는 빈곤층이 저품질 서비스에 대해 높은 비용을 지불한다.
2009년 연구들은 2030년까지 전 세계 에너지의 100%를 풍력, 수력 발전, 태양 에너지 발전으로 공급하는 계획을 제시했다. 이 연구는 에너지 보조금을 화석연료에서 재생 에너지로 전환하고, 홍수, 사이클론, 허리케인, 가뭄 및 관련 기상이변 비용에 대한 책임을 반영하는 탄소 가격을 책정할 것을 권고한다.
보조금을 제외하면, 2021년부터 인도와 중국의 신규 대규모 태양광 발전의 균등화 발전 비용은 기존 석탄 화력 발전소보다 낮았다.
라이스 대학교 에너지 연구 센터의 연구는 다음과 같은 국가별 단계를 제안했다.
1. 국가들은 암묵적 및 명시적 화석연료 보조금의 완전한 단계적 폐지를 위한 특정 시간 프레임을 약속해야 한다.
2. 모호한 용어를 제거하기 위해 보조금 개혁에 대한 언어를 명확히 해야 한다.
3. 관련 국가에서 개혁 경로를 성문화하고 후퇴의 기회를 줄이는 공식적인 법률을 추진해야 한다.
4. 시장 연동 가격 책정을 위한 투명한 공식을 발표하고, 가격 조정을 위한 정기적인 일정을 준수해야 한다.
5. 점진적인 단계로 완전한 개혁을 시행해야 한다. 가격을 점진적으로 올리되, 정해진 일정에 따라 올리면 소비자에게 의도를 전달하면서 에너지 효율에 투자하여 증가분을 부분적으로 상쇄할 시간을 제공한다.
6. 시간 경과에 따라 외부 효과를 고려하기 위해 화석 에너지 제품 및 서비스에 수수료 또는 세금을 부과하고, 세법에 남아 있는 화석연료에 대한 특혜를 없애는 것을 목표로 해야 한다.
7. 취약한 사회 경제적 집단에 대한 보조금 가격을 유지하는 대신, 직접 현금 이전을 사용하여 사회의 빈곤층을 위한 혜택을 유지해야 한다.
8. 포괄적인 대중 소통 캠페인을 시작해야 한다.
9. 남아 있는 화석연료 보조금은 전액 국제 가격으로 명확하게 예산에 책정하고 국고에서 지불해야 한다.
10. 보고 의무와 함께 가격 및 배출량 변화를 문서화해야 한다.

## 특정 공정의 단계적 폐지

### 화석연료 발전소의 단계적 폐지

2025년까지 에너지 전환에 대한 투자는 화석연료(석유, 천연가스, 석탄)에 대한 투자의 약 두 배로 증가했다.

2020년, 재생 에너지원은 유럽 연합의 주요 전력원으로 처음으로 화석연료를 추월했다.

화석연료를 단계적으로 폐지할 때 에너지 효율은 지속 가능한 에너지원의 사용과 상호 보완적이다.

### 화석연료 차량의 단계적 폐지

전기차량(EV) 판매량은 온실가스를 배출하는 가솔린 차량에서 벗어나는 추세를 보여준다.

많은 국가와 도시들은 새로운 내연기관(ICE) 차량 판매 금지를 도입하여 모든 신차를 전기차량 또는 기타 청정, 무배출 동력원으로 구동하도록 요구하고 있다. 이러한 금지령에는 영국의 2035년까지와 노르웨이의 2025년까지의 금지령이 포함된다. 많은 대중교통 당국은 전기버스만 구매하는 동시에 도시 중심부의 내연기관 차량 사용을 제한하여 대기 오염을 줄이려고 노력하고 있다. 많은 미국 주에서는 무배출 차량 의무를 통해 판매되는 자동차의 일정 비율을 점진적으로 전기차로 요구하고 있다. 독일어 용어 Verkehrswende("에너지 전환"에 비유되는 "교통 전환")는 연소 구동 도로 운송에서 자전거, 도보 및 철도 운송으로 전환하고 나머지 도로 차량을 전기 견인으로 대체할 것을 요구한다.
식물성 재료에서 추출한 액체 연료 형태의 바이오 연료가 시장에 진입하고 있다. 그러나 현재 공급되는 많은 바이오 연료는 자연 환경, 식량 안전 보장, 토지 이용에 미치는 부정적인 영향으로 비판을 받아왔다.

### 석유 연료의 단계적 폐지

지역별 원유 생산량을 시간에 따라 나타낸 표준 허버트 곡선

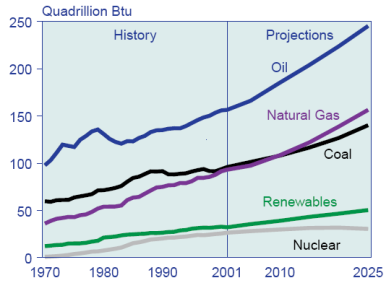
세계 에너지 소비, 1970–2025. 출처: 국제 에너지 전망 2004.

석유 생산 정점의 완화는 석유 소비와 의존성을 줄임으로써 석유 생산 정점의 시기를 늦추고 사회 경제적 영향을 최소화하려는 시도이다. 석유 소비를 줄임으로써 완화 노력은 허버트 정점 이론이 예측한 실제 석유 생산량의 시간 경과에 따른 그래프인 허버트 곡선의 형태를 유리하게 바꾸려 한다. 이 곡선의 정점이 석유 생산 정점으로 알려져 있으며, 곡선의 형태를 변경함으로써 석유 생산 정점의 시기가 영향을 받는다. 허쉬 보고서의 저자에 의한 분석에 따르면 석유 생산 곡선의 형태는 완화 노력에 의해 영향을 받을 수 있지만, 완화 노력 또한 허버트 곡선의 형태에 의해 영향을 받는다.
대부분의 경우, 완화는 연료 절약과 대체 및 재생 가능 에너지원의 사용을 포함한다. 비전통석유 자원 개발은 석유 공급을 늘릴 수 있지만, 소비를 줄이지는 않는다.
역사적으로 세계 석유 소비 데이터는 1973년과 1979년 석유 쇼크 동안의 완화 노력이 석유 소비를 낮추었고, 1970년대 이후의 일반적인 경기후퇴는 2007년까지 석유 소비 억제에 영향을 미치지 않았음을 보여준다. 미국에서는 높은 가격에 대한 반응으로 석유 소비가 감소한다.
완화의 주요 질문은 방법의 타당성, 정부와 민간 부문의 역할, 그리고 이러한 해결책이 얼마나 일찍 구현되는가이다. 이러한 질문에 대한 답변과 완화를 위한 단계는 사회의 생활 양식이 유지될 수 있는지 여부를 결정할 수 있으며, 지구의 인구 수용 능력에 영향을 미칠 수 있다.
석유 생산 정점을 완화하는 가장 효과적인 방법은 재생 가능 또는 대체 에너지원을 석유 대신 사용하는 것이다.
대부분의 석유가 교통에 소비되기 때문에 대부분의 완화 논의는 교통 문제에 집중된다.

#### 모바일 애플리케이션
높은 에너지 밀도와 취급 용이성으로 인해 석유는 교통 연료로서 독특한 역할을 한다. 그러나 여러 가지 가능한 대안이 있다. 바이오 연료 중 바이오 에탄올과 바이오디젤의 사용은 일부 국가에서 이미 어느 정도 확립되어 있다.
수소 연료의 사용은 다양한 국가에서 개발 중인 또 다른 대안이며, 수소 자동차 또한 개발 중이다. 수소는 실제로는 에너지 저장 매체이지 일차 에너지원이 아니므로, 수소를 추출하여 사용하려면 비석유 자원이 필요하다. 현재 수소는 배터리 구동 차량에 비해 비용과 효율성 면에서 뒤처지지만, 유용하게 사용될 수 있는 응용 분야가 있다. 단거리 페리와 매우 추운 기후가 두 가지 예이다. 수소 연료 전지는 배터리 효율의 약 3분의 1이며 휘발유 차량 효율의 두 배이다.

#### 대체 항공 연료
에어버스 A380은 2008년 2월 1일 처음으로 대체 연료로 비행했다. 당시 보잉도 747에 대체 연료를 사용할 계획이었다. 에탄올과 같은 일부 바이오 연료는 에너지가 적게 포함되어 있어 그러한 비행기에는 더 많은 "급유 정지"가 필요할 수 있다.
미 공군은 현재 전체 항공기에 피셔-트로프쉬 과정에서 추출한 합성 연료와 JP-8 제트 연료의 50/50 혼합 연료를 사용하도록 인증하는 과정에 있다.

## 연구

전력 생산에 화석연료 의존도가 가장 높은 국가들은 재생 에너지에서 생산되는 전력의 비율이 크게 달라 재생 에너지 성장 잠재력에 큰 차이가 있다.

2015년, 그린피스와 기후 행동 네트워크 유럽은 유럽 전역에서 석탄 화력 발전의 적극적인 단계적 폐지 필요성을 강조하는 보고서를 발표했다. 이들의 분석은 280개 석탄 발전소 데이터베이스와 공식 EU 등록부의 배출량 데이터를 기반으로 했다.
Oil Change International의 2016년 보고서는 현재 운영 중인 광산과 유전의 석탄, 석유 및 가스에 내재된 탄소 배출량이 운영 수명 종료까지 지속될 경우, 2015년 파리 협정에 명시된 2°C 한계를 넘어설 것이며 1.5°C 목표에서는 더욱 멀어질 것이라고 결론지었다. 이 보고서는 "가장 강력한 기후 정책 수단 중 하나는 가장 간단한 것이다. 즉, 더 많은 화석연료를 캐는 것을 중단하는 것이다"라고 언급한다.:5
2016년, 해외 개발 연구소(ODI)와 11개의 다른 NGO는 인구의 상당 부분이 전력에 접근할 수 없는 국가에 새로운 석탄 화력 발전소를 건설하는 영향에 대한 보고서를 발표했다. 이 보고서는 전체적으로 석탄 화력 발전소를 건설하는 것이 빈곤층을 돕는 데 거의 도움이 되지 않으며, 오히려 그들을 더 가난하게 만들 수 있다고 결론지었다. 더욱이 풍력 및 태양광 발전은 비용 면에서 석탄에 도전하기 시작하고 있다.
2018년 네이처 에너지(Nature Energy)에 발표된 한 연구는 유럽의 10개국이 현재 인프라로 석탄 화력 발전을 완전히 단계적으로 폐지할 수 있으며, 미국과 러시아는 최소 30%를 단계적으로 폐지할 수 있다고 제안한다.
2020년, 화석연료 감축 데이터베이스는 화석연료 생산을 제한하기 위한 공급 측면 이니셔티브의 첫 번째 글로벌 계정을 제공했다. 데이터베이스의 최신 업데이트는 1988년부터 2021년 10월까지 110개국에서 7가지 주요 공급 측면 접근 방식(다이베스트먼트, n=1201; 봉쇄, n=374; 소송, n=192; 모라토리엄 및 금지, n=146; 생산 보조금 제거, n=31; 화석연료 생산에 대한 탄소세, n=16; 배출권 거래제, n=7)으로 구현된 1967건의 이니셔티브를 기록했다.
지정학적 이득 및 손실에 대한 GeGaLo 지수는 전 세계가 재생 에너지 자원으로 완전히 전환될 경우 156개국의 지정학적 위치가 어떻게 변할 수 있는지를 평가한다. 과거 화석연료 수출국은 권력을 잃을 것으로 예상되는 반면, 과거 화석연료 수입국과 재생 에너지 자원이 풍부한 국가의 위치는 강화될 것으로 예상된다.
CO2 배출량을 0으로 만드는 여러 탈탄소화 계획이 제시되었다.
가디언의 2022년 조사에 따르면, 거대 화석연료 기업들은 국제적으로 합의된 기온 한계를 넘어설 수 있는 새로운 화석연료 생산 프로젝트에 막대한 투자를 계속 계획하고 있는 것으로 나타났다.

### 재생 에너지 잠재력
2021년 6월, 시드니 공과대학교 지속 가능한 미래 연구소의 스벤 테스케 박사와 사라 니클라스 박사는 "기존의 석탄, 석유, 가스 생산이 파리 기후 목표를 초과하게 할 것"이라고 밝혔다. 이들은 화석연료 비확산 조약 이니셔티브와 협력하여 "화석연료 출구 전략: 파리 협정을 달성하기 위한 석탄, 석유, 가스의 질서 있는 단계적 폐지"라는 보고서를 발표했다. 이 보고서는 전 세계 재생 에너지 잠재력을 분석하며, "지구의 모든 지역은 화석연료를 재생 에너지로 대체하여 온난화를 1.5°C 미만으로 유지하고 모두에게 신뢰할 수 있는 에너지 접근을 제공할 수 있다"고 결론지었다.

### 채굴 방지 책임 평가
2021년 9월, 2050년까지 지구 온난화를 1.5°C로 제한할 가능성 50%를 허용하기 위해 지역별 및 전 세계적으로 확보해야 하는 화석연료의 최소량에 대한 첫 번째 과학적 평가가 제공되었다.

## 과제

전 세계 석유 및 가스 산업의 순이익은 2022년에 4조 미국 달러라는 기록적인 수준에 도달했다.

코로나19 범유행에서 회복한 후, 에너지 기업의 이익은 러시아의 우크라이나 침공으로 인한 유가 상승으로 더 큰 수익을 얻고, 부채 수준이 낮아지고, 러시아에서 폐쇄된 프로젝트의 세금 감면 및 이전의 온실 기체 배출 감소 계획 철회로 인해 증가했다. 기록적인 이익은 횡재세 부과에 대한 대중의 요구를 촉발했다.

화석연료의 단계적 폐지는 많은 과제를 수반하며, 그 중 하나는 현재 세계가 화석연료에 의존하고 있다는 점이다. 2014년 화석연료는 전 세계 일차 에너지 소비의 80% 이상을 제공했다.
화석연료의 단계적 폐지는 전력 믹스에서 화석연료의 비중을 대체 에너지원으로 대체하기 위해 필요한 새로운 투자 때문에 전기 요금 인상으로 이어질 수 있다.
화석연료의 단계적 폐지의 또 다른 영향은 고용에 있다. 화석연료 산업의 고용의 경우, 단계적 폐지는 논리적으로 바람직하지 않으므로, 이 산업에 종사하는 사람들은 일반적으로 자신의 산업을 면밀히 조사하는 어떠한 조치에도 반대할 것이다. 엔드레 트빈네레임과 엘리자베스 이바르스플라텐은 화석연료 산업 고용과 기후 변화 정책 지지 사이의 관계를 연구했다. 그들은 화석연료 산업에서 실직한 시추 직업에 대한 한 가지 기회가 지열 에너지 산업에 있을 수 있다고 제안했다. 이는 그들의 결론의 결과로 제안되었다. 즉, 화석연료 산업에 종사하는 사람들과 기업은 더 강력한 대안이 없는 한 자신의 고용을 위태롭게 하는 조치에 반대할 가능성이 높다. 이는 화석연료의 단계적 폐지 이니셔티브에 반대할 수 있는 정치적 이해관계로 확장될 수 있다. 한 가지 예는 미국 의회 의원들의 투표가 각 주에서 화석연료 산업의 우위에 어떻게 관련되어 있는지이다.
다른 과제로는 지속 가능한 재활용 보장, 필요한 재료 공급, 기존 전력 구조의 붕괴, 가변 재생 에너지 관리, 최적의 국가 전환 정책 개발, 교통 인프라 전환 및 화석연료 채굴 방지 책임 등이 있다. 이러한 문제에 대한 활발한 연구 개발이 진행 중이다.
이집트에서 열린 COP27에 참석한 사람들에 따르면, 사우디아라비아 대표단은 세계가 석유를 덜 태우라는 요구를 막으려 했다. 사우디아라비아와 소수의 다른 석유 생산국들의 반대 이후, 정상 회담의 최종 성명서에는 화석연료를 단계적으로 폐지하라는 요구가 포함되지 않았다. 2022년 3월, 기후 과학자들과의 유엔 회의에서 사우디아라비아는 러시아와 함께 공식 문서에서 "인간이 유발한 기후 변화"에 대한 언급을 삭제하려 했으며, 인간의 화석연료 연소가 기후 위기의 주요 원인이라는 과학적으로 확립된 사실에 이의를 제기했다.
전반적으로 화석연료는 최소한 2023년까지 계속해서 증가하는 양으로 사용되고 있다.

## 주요 이니셔티브 및 법안

### 중국
중국은 2060년까지 탄소 중립을 달성하겠다고 약속했으며, 이를 위해서는 석탄 채굴 및 전력 산업에 종사하는 300만 명 이상의 노동자들을 위한 정의로운 전환이 필요할 것이다. 중국이 그 날짜까지 모든 화석연료 사용을 단계적으로 폐지할 것인지, 아니면 소량의 화석연료가 탄소 포집 및 저장과 함께 여전히 사용될 것인지는 아직 불분명하다. 2021년에는 석탄 채굴을 최대 용량으로 운영하도록 명령받았다.

### 유럽 연합
2019년 말, 유럽 연합은 유럽 그린 딜을 출범했다. 여기에는 다음이 포함된다.
- 화석연료 보조금 및 세금 면제(항공, 해운)를 면밀히 검토하는 에너지 과세 지침 개정
- 순환 경제 행동 계획,[131]
- 배출권 거래제를 포함한 모든 관련 기후 관련 정책 수단의 검토 및 필요한 경우 개정
- 지속 가능하고 스마트한 이동성 전략
- 온실 기체 배출을 같은 속도로 줄이지 않는 국가에 대한 잠재적인 탄소 관세[132] 이를 달성하기 위한 메커니즘은 탄소 국경 조정 메커니즘(CBAM)이라고 불린다.[133]

또한 호라이즌 유럽에 의존하여 국가 공공 및 민간 투자를 활용하는 데 중추적인 역할을 한다. 산업 및 회원국과의 파트너십을 통해 배터리, 청정 수소, 저탄소 철강 제조, 순환 바이오 기반 부문 및 건축 환경을 포함한 운송 기술에 대한 연구 및 혁신을 지원할 것이다.
유럽 투자 은행은 EU 에너지 정책에 따라 2017년부터 2022년까지 에너지 산업에 810억 유로 이상을 기여했다. 여기에는 유럽 및 기타 지역의 전력망, 에너지 효율성 및 재생 가능 에너지 관련 이니셔티브에 대한 거의 760억 유로가 포함된다.

### 독일
독일은 2045년까지 탄소 중립을 달성하겠다고 약속했다. 두바이에서 열린 COP28 기후 정상회의에서 올라프 숄츠 독일 총리는 석탄, 석유, 천연가스를 포함한 화석연료의 단계적 폐지를 촉구하며, 2045년까지 기후 중립을 달성하겠다는 독일의 약속을 재차 강조했다. 그는 "기술은 이미 존재한다. 풍력 발전, 태양광 발전, 전기 모터, 그린 수소 등이다."라고 말했다.

### 인도
인도는 파리 COP 공약을 초과 달성할 것이라고 확신한다. 파리 협정에서 인도는 2030년까지 총 발전량의 40%를 비화석연료원에서 달성하는 자발적 기여 방안 목표를 약속했다.

### 일본
일본은 2050년까지 탄소 중립을 달성하겠다고 약속했다.

### 영국
영국은 2050년까지 법적으로 탄소 중립을 달성하기로 약속했으며, 천연가스 난방을 단계적으로 폐지하는 것이 영국의 화석연료의 단계적 폐지 중 가장 어려운 부분이 될 것으로 예상된다. 여러 단체에서 기술이 허용하는 한 빨리 화석연료를 단계적으로 폐지하기 위한 대체 녹색 회복 입법 계획을 제안했다.

## 지지하는 목소리

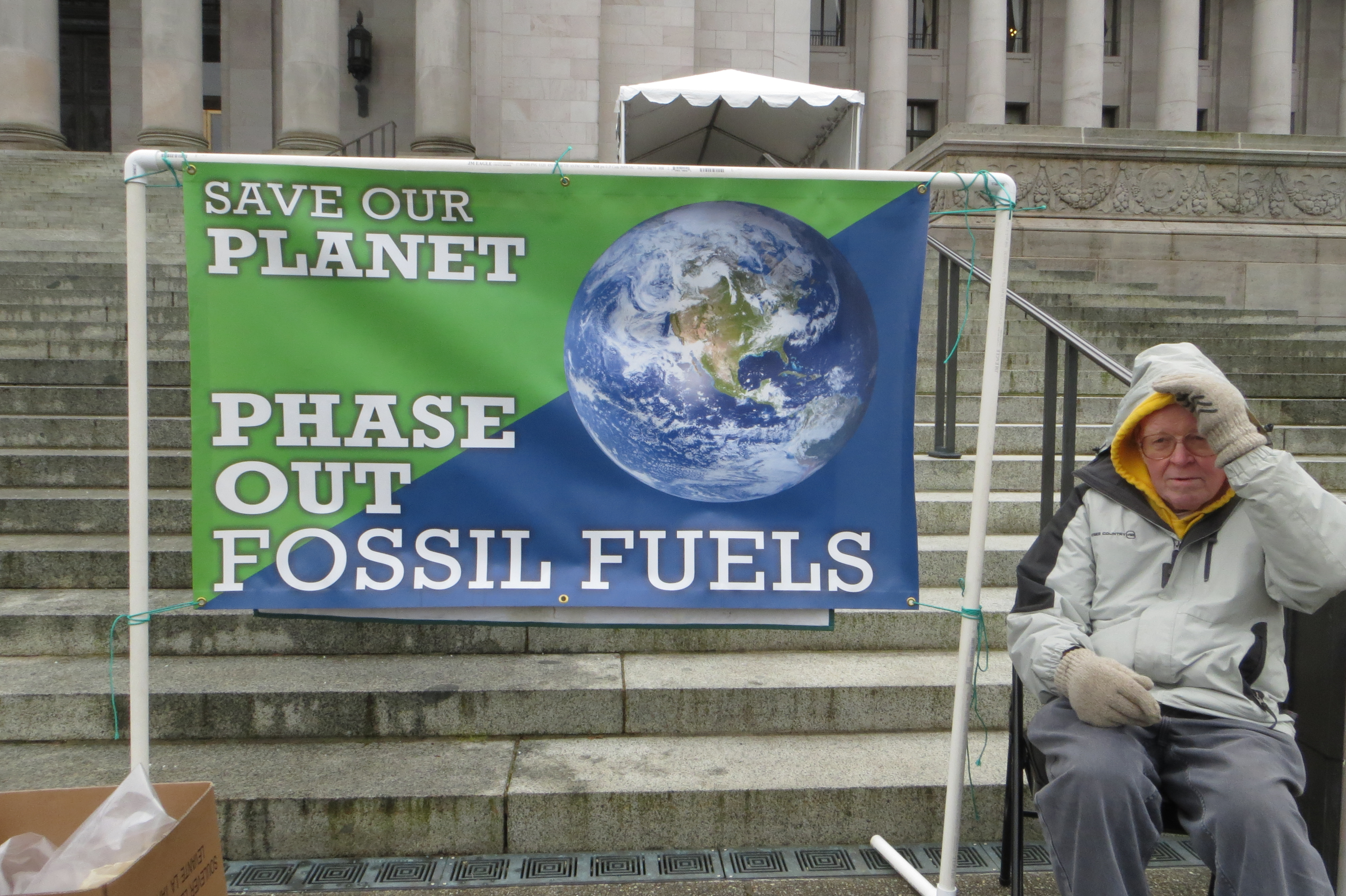
워싱턴주 올림피아의 입법부 건물에서 열린 시위. 오랜 환경 운동가인 테드 네이션이 시위 팻말 옆에 서 있다.

석탄 모라토리움 또는 단계적 폐지를 지지하는 저명한 인물들:
- 미국 정치인 앨 고어는 다음과 같이 말했다.[142]

젊은 세대가 이 행성의 미래와 현재 진행되고 있는, 그리고 진행되지 않고 있는 일들을 바라본다면, 저는 우리가 시민 불복종을 통해 탄소 포집 및 격리 시설이 없는 새로운 석탄 발전소 건설을 막아야 하는 단계에 이르렀다고 믿는다.
- 당시 구글 CEO였던 에릭 슈밋은 20년 안에 모든 화석연료를 재생 가능한 에너지원으로 대체할 것을 촉구했다.[143]

- 기후변화에 관한 유엔 기본 협약의 당시 사무총장이었던 크리스티아나 피게레스: "새로운 화석연료 탐사, 새로운 화석연료 착취에 계속 투자하는 기업들은 그들의 수탁자 의무를 노골적으로 위반하고 있다. 과학은 우리가 더 이상 이런 일을 할 수 없다는 것을 명백히 보여주기 때문이다."[144]

## 같이 보기
- 가스 보일러 단계적 폐지
- 백스톱 자원
- 탄소 거품
- 탄소 중립 연료
- 다운시프트족
- 생태-경제 디커플링
- 코로나19 범유행의 금융 시장 영향 – 팬데믹이 화석연료 산업에 미치는 영향
- 글로벌 전략 석유 비축량
- 석탄 산업의 건강 및 환경 영향
- COVID-19 팬데믹의 경제적 영향을 해결하기 위한 조치
- 스웨덴의 석유 독립 정책 – 완화 제안
- 피켄스 계획
- 장기 에너지 시스템에 대한 미래 전망 POLES, 에너지 모델
- 재생 에너지 상업화
- 지속 가능한 에너지
- 탄소 저장을 위한 해상 시추 장비의 용도 변경
- 세계 에너지 자원 및 소비